# Finley McAllister
Finley Joseph McAllister (Salford, Mánchester, Inglaterra, 16 de julio de 2006) es un futbolista británico que juega de centrocampista en el Manchester United F. C. de la Premier League.

## Selección nacional
El 2 de noviembre de 2023 fue seleccionado en la lista definitiva de Inglaterra sub-17 para el Mundial sub-17.

## Estadísticas

### Clubes
Actualizado al último partido disputado el 12 de noviembre de 2023.
| Club                               | Div.          | Temporada     | Liga  | Liga  | Liga   | Copas nacionales | Copas nacionales | Copas nacionales | Copas internacionales | Copas internacionales | Copas internacionales | Total | Total | Total  |
| Club                               | Div.          | Temporada     | Part. | Goles | Asist. | Part.            | Goles            | Asist.           | Part.                 | Goles                 | Asist.                | Part. | Goles | Asist. |
| ---------------------------------- | ------------- | ------------- | ----- | ----- | ------ | ---------------- | ---------------- | ---------------- | --------------------- | --------------------- | --------------------- | ----- | ----- | ------ |
| Manchester United F. C. Inglaterra | 1.ª           | 2023-24       | 0     | 0     | 0      | 0                | 0                | 0                | 0                     | 0                     | 0                     | 0     | 0     | 0      |
| Manchester United F. C. Inglaterra | Total club    | Total club    | 0     | 0     | 0      | 0                | 0                | 0                | 0                     | 0                     | 0                     | 0     | 0     | 0      |
| Total carrera                      | Total carrera | Total carrera | 0     | 0     | 0      | 0                | 0                | 0                | 0                     | 0                     | 0                     | 0     | 0     | 0      |